# وکن اوپن ایر

لوگوی فستیوال

وکن اُپن ایر (به آلمانی: Wacken Open Air) یک جشنواره موسیقی هوی متال از نوع فضای باز در کشور آلمان است. این جشنواره برای نخستین بار در سال ۱۹۹۰ به عنوان یک رویداد کوچک منطقه‌ای برای گروه‌های هوی متال آلمانی برگزار شد. از سال ۱۹۹۸ این جشنواره به رویدادی بزرگ در تقویم متال اروپا تبدیل گشت و بیش از ۷۰ گروه از آمریکای شمالی،استرالیا و نواحی مختلف اروپا در آن به اجرا پرداختند. این جشنواره معمولًاً در ماه اوت و در مدت حداقل سه روز برگزار می‌شود و از سوی هوادارن سبک‌های مختلف متال مانند بلک متال،متال‌کور،دث متال،گوتیک متال، ترش متال و فولک متال مورد توجه قرار می‌گیرد. در سال ۲۰۱۱ بیش از ۸۶ هزار نفر در این جشنواره حضور داشتند که ۶ هزار نفرش را پرسنل تشکیل می‌دادند.